# Muay tại Đại hội Thể thao Trong nhà châu Á 2009
Muay là một trong các nội dung thi đấu chính thức trước Đại hội Thể thao Trong nhà châu Á 2009 được tổ chức tại Việt Nam theo dự kiến từ ngày 31 tháng 10 đến ngày 7 tháng 11 tại Nhà thi đấu Rạch Miễu. Đây cũng là một trong bốn môn thể thao được chọn tổ chức nằm thi đấu lấy kinh nghiệm và nâng cao chất lượng phục vụ tại Đại hội chính. Giải diễn ra từ 15 tháng 7 đến 20 tháng 7 cũng tại Nhà thi đấu Rạch Miễu, thu hút được 100 VĐV của 11 quốc gia/vùng lãnh thổ châu Á: Liban, Bangladesh, Nepal, Iraq, Thái Lan, Mông Cổ, Ấn Độ, Lào, Hồng Kông (Trung Quốc), Ma Cao (Trung Quốc) và Việt Nam. Mỗi quốc gia chỉ được đăng ký tham gia tối đa 9/13 nội dung với 5/8 nam, 4/5 nữ.

## Tổng kết

### Bảng thành tích
| 1     | Thái Lan   | 5  | 2  | 2  | 9    |
| 2     | Việt Nam   | 4  | 8  | 9  | 21   |
| 3     | Lào        | 4  |    |    |      |
| 4     | Ma Cao     |    |    |    |      |
| 4     | Hồng Kông  |    |    |    |      |
| 4     | Ấn Độ      |    |    |    |      |
| 4     | Mông Cổ    |    |    |    |      |
| 4     | Iraq       |    |    |    |      |
| 4     | Liban      |    |    |    |      |
| 4     | Nepal      |    |    |    |      |
| 4     | Bangladesh |    |    |    |      |
| Total | Total      | 13 | 13 | 13 | 39?? |

## Người chiến thắng

### Nam
| Nội dung | Vàng                          | Bạc                      | Đồng                         |
| -------- | ----------------------------- | ------------------------ | ---------------------------- |
| 48 kg    | Soukane Taypanyar Lào         | Nguyễn Bá Tân Việt Nam   |                              |
| 51 kg    | Thongbang Seuaphom Lào        | Nuttakorn Thái Lan       | Teerawat Wannalee?? Thái Lan |
| 54 kg    |                               | Nguyễn Phú Long?? Lào    |                              |
| 57 kg    | Nguyễn Trần Duy Nhất Việt Nam | Nguyễn Phú Long Việt Nam | Teerawat Wannalee Thái Lan   |
| 64,5 kg  |                               |                          |                              |
| 67 kg    | Điểu Văn Sang Việt Nam        | Ấp Tô Gô Sách Việt Nam   |                              |

### Nữ
| Nội dung | Vàng                       | Bạc                    | Đồng |
| -------- | -------------------------- | ---------------------- | ---- |
| 45 kg    |                            | Lê Thị Đông?? Việt Nam |      |
| 48 kg    | Trần Thị Vân Anh Việt Nam  | Ang Lào                |      |
| 54 kg    | Kanwika Thái Lan           |                        |      |
| 60 kg    | Nguyễn Thị Thu Hà Việt Nam | Đoàn Thu Diệp Việt Nam |      |